# Барроу (округ)
Ба́рроу (англ. Barrow County) — округ штата Джорджия, США. Население округа на 2000 год составляло 46144 человек. Административный центр округа — город Уайндер.

## История
Округ Барроу основан в 1914 году.

## География
Округ занимает площадь 419,6 км².

## Демография
Согласно Бюро переписи населения США, в округе Барроу в 2000 году проживало 46144 человек. Плотность населения составляла 110 человек на квадратный километр.